# Gronie (powiat suski)
Gronie – osada w Polsce położona w województwie małopolskim, w powiecie suskim, w gminie Maków Podhalański.
W latach 1975–1998 miejscowość położona była w województwie bielskim.